# Club Deportivo Occidente
El Club Deportivo Occidente es un equipo de fútbol mexicano que jugó en la Liga Amateur de Jalisco antes de la profesionalización y creación de la Primera división mexicana. Tiene como sede de sus partidos la ciudad de Guadalajara, en la Fábrica de Atemajac, Jalisco.

## Historia
En la década de los años 1920s, un grupo de aficionados del poblado de Atemajac, Jalisco fundaron el Club Osiris. Entre sus fundadores se encontraban Jesús Ledesma, Alejandro Miramontes, José Robles, Mateo Castillo, Regino Salas, Orencio Meza, Arnulfo Meza, Octavio Rivera, Miguel Arroyo, Adolfo Venegas y Fernando Bañuelos.
Se constituyó la primera mesa directiva y en el año de 1924 se pidió el ingreso a la Federación Deportiva de Aficionados, quedando dentro de la tercera fuerza del fútbol de Jalisco, compitiendo contra el Guadalajara, Normandía, Industrial, Iturbide, Águila, Latino, Colón, Lusitania, Central, Excélsior, América, Ibis, Oriente, República, Submarino, Venecia, Alaska, Atlas, Argentina, Humboldt, Germania, Marte, Júpiter, Tíboli, Alianza, Nacional, México, Olímpico, Oro, Iberia e Imperio.
En la primera temporada el Osiris logró el tercer lugar de la tabla general superado únicamente por el Marte y el Guadalajara. Al poco tiempo llegaría a la segunda fuerza y lograría grandes enfrentamientos con el Submarino, entre otros.
Fue entonces que los dueños de la factoría de hilados "Compañía Industrial de Guadalajara", René Udin y Juan Deaveli, se encargaron del equipo de fútbol, y el nombre del equipo cambio a Club Occidente en el año de 1928, este nombre fue dado por el señor Eduardo Martínez.
La primera mesa directiva fue compuesta por Alejandro Miramontes, Antonio Silva, Gregorio Torres, Mateo Castillo, Pablo Covarrubias, Guadalupe Cervantes, Arnulfo Quirarte, Daniel Reyes y Manuel Alcántar.
Por estos cambios de administración, hubo jugadores que quedaron inconformes con la desaparición del nombre Osiris, por lo que emigraron para reforzar al equipo del Club Deportivo Imperio de La Experiencia, mientras que otros fundaron el Club Atemajac de la misma localidad.
En ese mismo momento, el Occidente decide tomar como colores el amarillo y el negro, y se constituyó como uno de los mejores equipos de la segunda fuerza. Empezaría en la Intermedia B y rápidamente logra el ascenso a la Intermedia A, logrando dominar esta división en los años 1940s pero siempre sin poder llegar a la primera fuerza.
Fue en el año de 1943 cuando el equipo logra llegar a la primera fuerza, después del cisma que se produjo con la llegada del profesionalismo en el fútbol de Jalisco. El grupo rebelde quedó constituido por el Oro, Nacional, Rastro, Imperio, Latino y Fabril, mientras que el grupo de los leales a la Asociación quedó compuesto por Guadalajara, Atlas, Río Grande, SUTAJ, Aztecas, Corona, Titanes, UAG y Occidente, iniciando así su trayectoria en el máximo nivel de Jalisco donde logró siete títulos de liga.

## Actualidad
En la actualidad el Club Deportivo Occidente sigue existiendo, jugando en la LIGA MAYOR de la Asociación de Fútbol del Estado de Jalisco, A. C.

## Clásicos de los hilanderos
Durante la década de los años 1940s las ciudades de Atemajac y La Experiencia eran grandes centros de factorías hilanderas, por lo que había cierta rivalidad entre los habitantes de estas localidades.
Con el ascenso del Occidente, inició una serie de grandes encuentros contra su vecino rival del Club Imperio, por lo que surgió el clásico de los hilanderos.
Cuenta el anecdotario que en una ocasión la maestra Graciela González, de La Experiencia, retó a los escolapios de Atemajac, lo que desató desafíos entre los menores de las escuelas primarias.
Tal fue su importancia que en los años del decenio de 1950 los directivos de la asociación programaban estos partidos como preliminar a los partidos de la Primera división mexicana. Resultando de estos encuentros varias veces riñas entre los propios aficionados.
Fue en esta década que el club pasó sus mejores momentos, entonces dirigidos por Fausto Prieto. En 1954 son llamados para representar a Jalisco en la ciudad de Monterrey, en un torneo contra los estados de Guanajuato, Hidalgo, Michoacán, Tamaulipas y Nuevo León. Los jóvenes de Atemajac ganaron el título sin conocer la derrota. En esa Selección Jalisco figuraron jugadores como Francisco "Chato" Delgadillo, Abel Ortega, Enrique "Jitomate" Orozco, Gustavo Orozco, Enedino Salazar, Ignacio Meza, entre otros.
Existe también otra anécdota en la cual el portero del Occidente, César "Ninja" Torres, al jugar un partido contra el Imperio logra realizar un gol de portería a portería. La fecha: 19 de febrero de 1992. Lugar: Club Deportivo Occidente.

## Entrenadores
Entre los entrenadores del equipo aurinegro destacaron Alfredo "Diestro" Ramírez, Celedonio "Chale" Guillén, Fausto Prieto y Max Prieto.
Posteriormente estuvieron a cargo de la enseñanza de los noveles jugadores, entrenadores de la talla de Jorge Arroyo sacando un campeonato invicto en la categoría de reservas, José "Chivo" Mercado, Sigifredo Mercado, José Santos Meza, Jorge Torres, Javier Escoto, Jorge "Farol" Rodríguez.